# 유상호
유상호(柳相虎, 1965년 6월 17일 ~ )는 대한민국의 정치인이다. 제5·6대 연천군의원, 제10대 경기도의회 의원이다.

## 학력
- 상리초등학교 졸업
- 연천중고등학교 졸업
- 서정대학교 사회복지학과 졸업

## 경력
- 연천청년회의소 회장
- 민주평화통일자문회의 연천군협의회 자문위원
- 2006.07 ~ 2010.06: 제5대 연천군의회 의원 (초선, 가 선거구)
- 2010.07 ~ 2014.06: 제6대 연천군의회 의원 (재선, 가 선거구)
- 2018.07 ~ 2022.04: 제10대 경기도의회 의원 (초선, 연천군 선거구)

## 역대 선거 결과
|  | 21.41% |

|  | 25.81% |

|  | 54.8% |

|  | 26.92% |